# Otto Bache
Otto Bache est un peintre danois né le 21 août 1839 à Roskilde et mort le 28 juin 1927 à Copenhague. Beaucoup de ses tableaux représentent des événements clés de l'histoire du Danemark.

## Biographie
Né dans une famille bourgeoise de la société danoise de l'époque, le père d'Otto Bache souhaite que son fils étudie l'architecture, malgré l'intérêt de ce dernier pour la sculpture. Influencé par Gustav Friedrich Hetsch et muni d'une habileté innée pour le dessin, il suit le chemin de la peinture.
À 10 ans il intègre, sur dispense, l'Académie royale des beaux-arts du Danemark et à partir de 1854 étudie sous la tutelle de Wilhelm Marstrand. Reconnu très tôt comme portraitiste, il aussi montré une grand intérêt pour la peinture animalière. Progressivement, il se tourne vers les scènes de genre et la peinture d'histoire.
En 1856 il reçoit sa première médaille d'argent de l'Académie et l'année suivante il est recompensé d'une deuxième. Par la suite, il remporte le prix Neuhausen pour son tableau « Husdyr i en Bondegaard ».
En 1866 il est accordé une bourse de l'Académie et entreprend d'aller à Paris avant de passer par Rome, contrairement à l'itinéraire habituel des peintres danois à l'époque. Malgré sa courte période en territoire français, son étape à Paris a un profond impact sur son travail qui sera depuis caractérisé par une expression plus libre, plus illuminée et plus riche en couleurs, ainsi qu'avec une portée plus large.
À l'été 1867, il se rend en Italie. Installé à Florence, il étudie les œuvres des anciens peintres de la région, comme « Le Concert champêtre| » de Giorgione et Titien. Alors que le choléra arrive à Florence, Bache poursuit son séjour en Italie à Naples, à Pompéi et finalement à Rome. En 1868, il rentre à Copenhague.
Il retourne au Danemark devenu une célébrité des arts. L'économie danoise en plein essor, Otto Bache reçoit alors de nombreuses commandes de portraits humains et animaliers. 
En 1872, il devient membre de l'Académie royale des beaux-arts du Danemark et puis professeur, en 1887. En 1905, il est nommé directeur de l'établissement.

## Œuvre

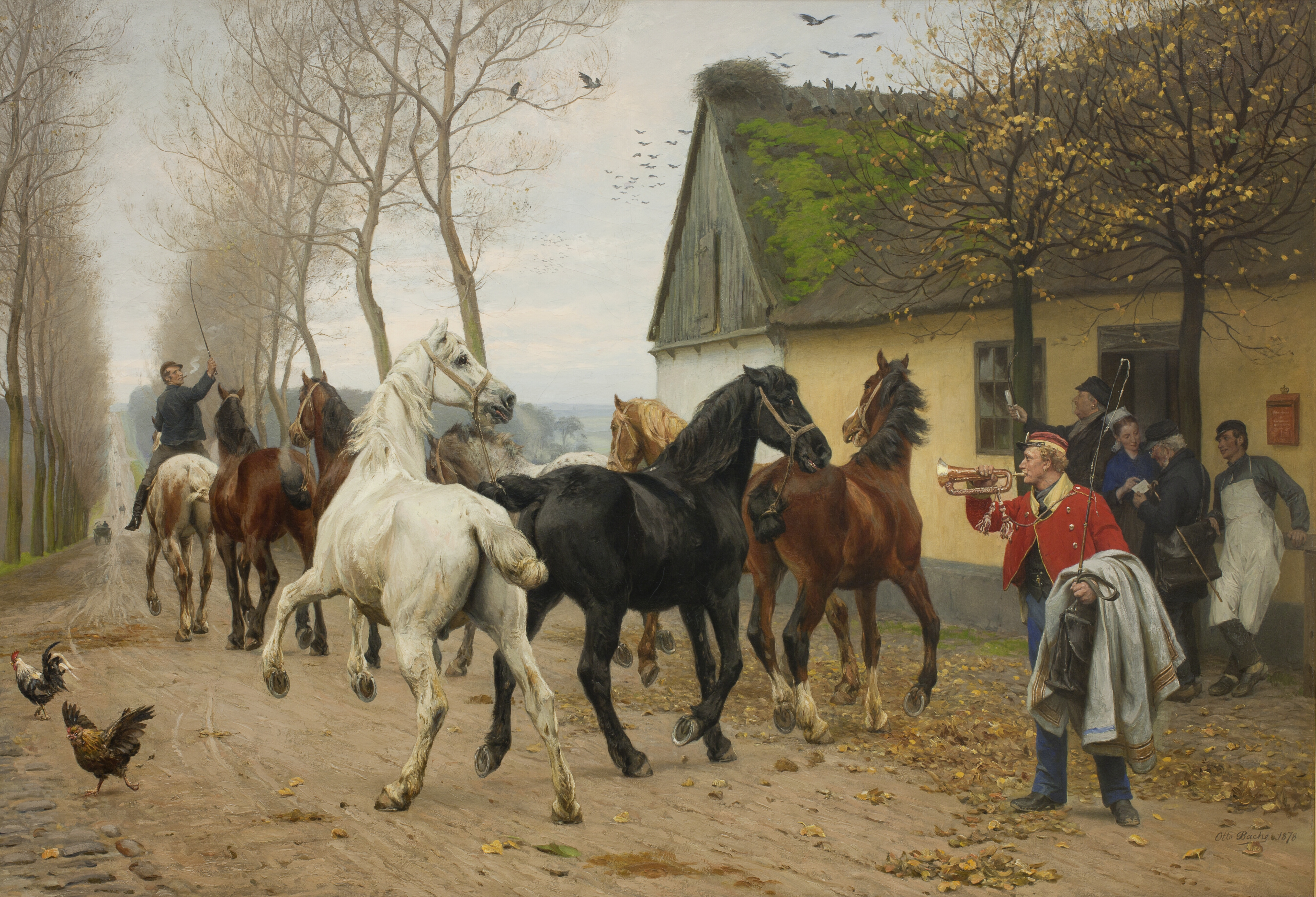
Et kobbel heste uden for en kro (Un chapelet de chevaux à l'extérieur d'une auberge), 1878, toile, 140 × 205 cm. Statens Museum for Kunst à Copenhague
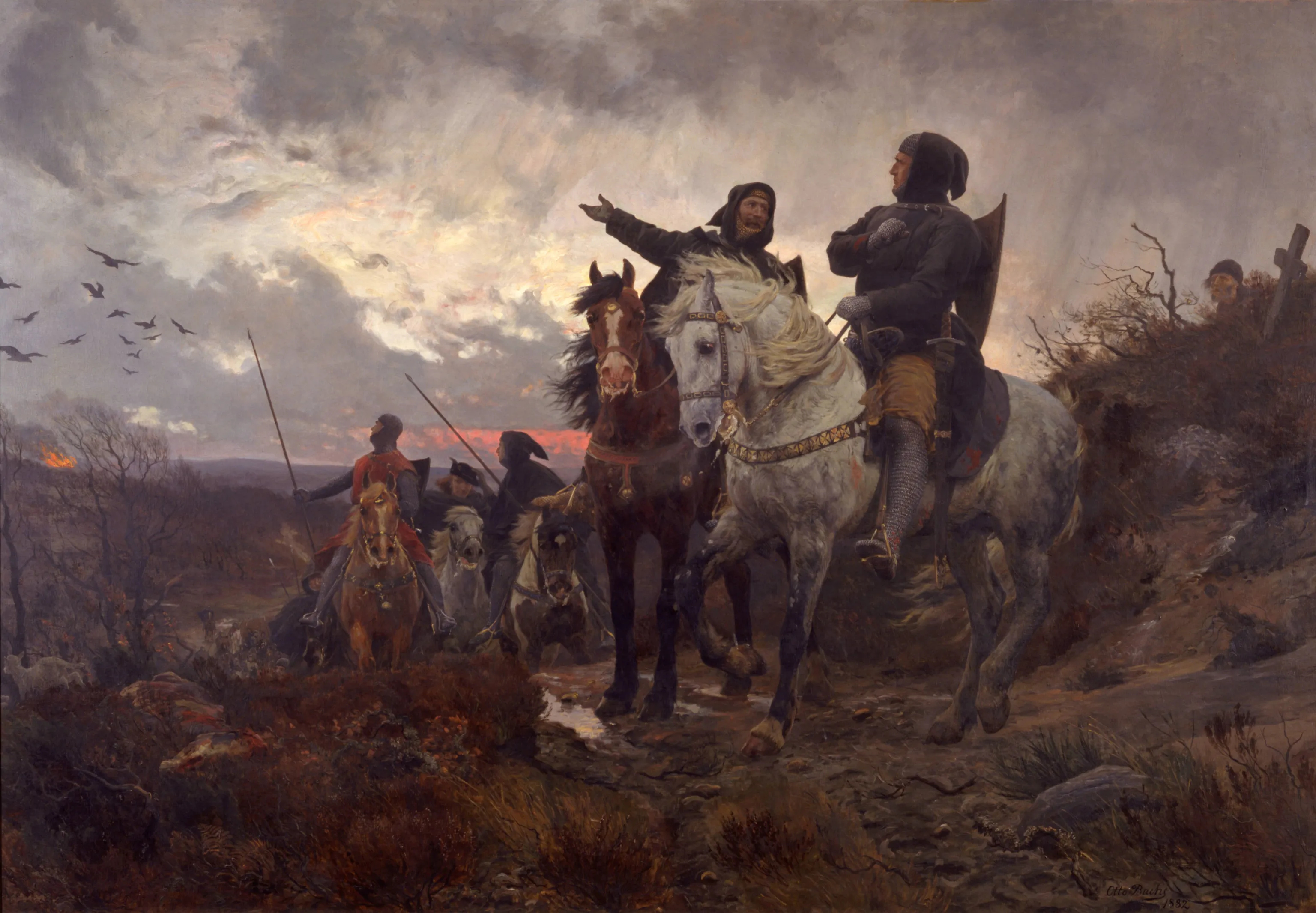
De sammensvorne rider fra Finderup efter mordet på Erik Klipping Skt. Cæcilienat 1286 (Les conspirateurs partent de Finderup après le meurtre d'Erik Kippling), 1882, toile, 254 × 377 cm. Musée national du Danemark
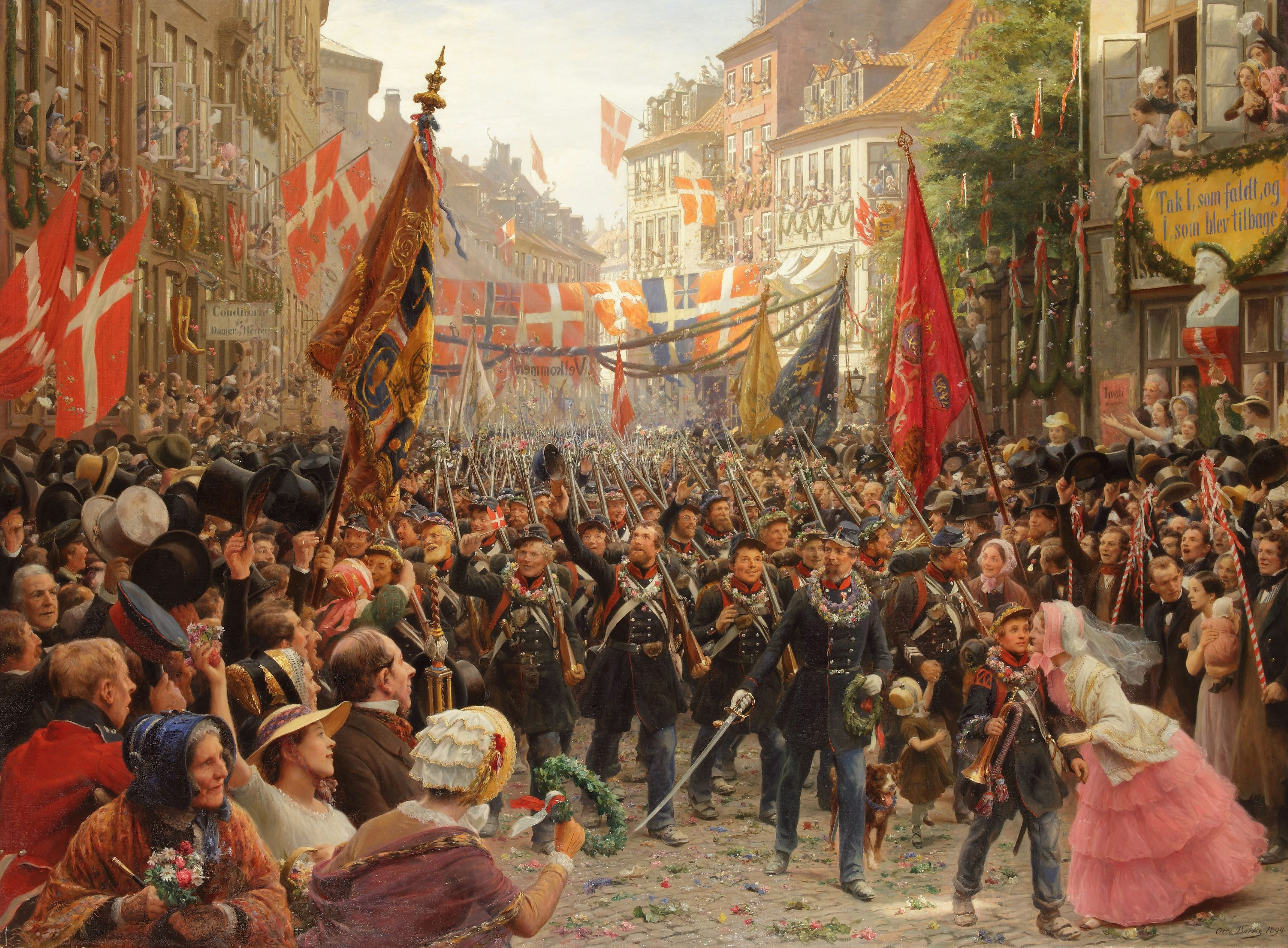
Soldaternes hjemkomst til København (Les soldats danois rentrent à Copenhague), 1849, toile. Musée national du Danemark
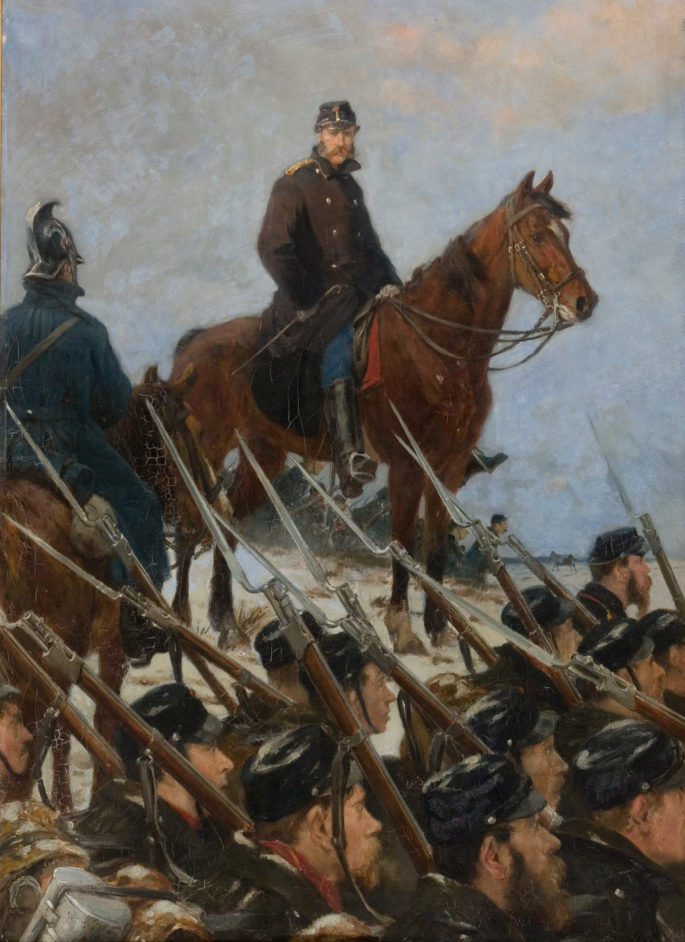
Oberst Max Müller ved Sankelmark Sø den 6. februar 1864 (Le colonel Max Müller à la bataille de Sankelmark, 6 février 1864), 1886, toile. Ribe Kunstmuseum (da)